# Salle Gaston Médecin
La Salle Gaston Médecin, o Salle Omnisports, es un pabellón deportivo cubierto multiusos ubicado en el distrito de Fontvieille, en el Principado de Mónaco. Se utiliza principalmente para albergar partidos de baloncesto, voleibol y balonmano, así como competiciones de judo y esgrima, y de halterofilia y gimnasia. Forma parte del complejo polideportivo Estadio Luis II y es propiedad del club polideportivo AS Monaco, con sede en Mónaco. El pabellón lleva el nombre de Gaston Médécin, atleta monegasco fallecido en 1983. Tiene un aforo de 5.000 personas para partidos de baloncesto.

## Historia
La Salle Gaston Médecin se inauguró originalmente en 1985, con la presencia del Príncipe Raniero III de Mónaco. A lo largo de los años, ha sido la sede principal del club de baloncesto profesional AS Mónaco Basket. El estadio se sometió a un proceso de renovación y modernización entre 2014 y 2016, y de nuevo en 2018. Posteriormente, se sometió a otro proyecto de renovación y modernización, con un coste de 14 millones de euros, entre 2021 y 2022.
En 2014, el aforo del estadio aumentó de 2500 a 2840 asientos. En 2015, se volvió a aumentar, de 2840 a 3000. En 2016, se produjo otro aumento, de 3000 a 3200 asientos. En 2017, el aforo del estadio se incrementó de nuevo, de 3200 a 3700. En 2021, se incrementó aún más, de 3700 a 4090. Posteriormente, en 2022, su aforo se incrementó en cuatro etapas: primero a 4600, luego a 4700, luego a 4950 y, finalmente, a 5000, para cumplir con los requisitos mínimos de tamaño del estadio para equipos de Euroliga sin licencia A.